# Temporada 1987-88 de los Dallas Mavericks
La temporada 1987-88 fue la octava de los Dallas Mavericks en la NBA. La temporada regular acabó con 53 victorias y 29 derrotas, ocupando el tercer puesto de la conferencia Oeste, clasificándose para los playoffs, en los que cayeron en las finales de conferencia ante Los Angeles Lakers.

## Elecciones en elDraft
| Ronda | Puesto | Jugador      | Posición | Nacionalidad   | Universidad |
| ----- | ------ | ------------ | -------- | -------------- | ----------- |
| 1     | 20     | Jim Farmer   | Base     | Estados Unidos | Alabama     |
| 2     | 26     | Steve Alford | Base     | Estados Unidos | Indiana     |

## Temporada regular
| División Medio Oeste | División Medio Oeste | División Medio Oeste | División Medio Oeste | División Medio Oeste | División Medio Oeste | División Medio Oeste | División Medio Oeste | División Medio Oeste |
| Equipo               | G                    | P                    | %                    | PD                   | Casa                 | Fuera                | Div                  |                      |
| -------------------- | -------------------- | -------------------- | -------------------- | -------------------- | -------------------- | -------------------- | -------------------- | -------------------- |
| y-Denver Nuggets     | 54                   | 28                   | .659                 | –                    | 35–6                 | 19–22                | 18–12                |                      |
| x-Dallas Mavericks   | 53                   | 29                   | .646                 | 1                    | 33–8                 | 20–21                | 20–10                |                      |
| x-Utah Jazz          | 47                   | 35                   | .573                 | 7                    | 33–8                 | 14–27                | 18–12                |                      |
| x-Houston Rockets    | 46                   | 36                   | .561                 | 8                    | 31–10                | 15–26                | 13–17                |                      |
| x-San Antonio Spurs  | 31                   | 51                   | .378                 | 23                   | 23–18                | 8–33                 | 12–18                |                      |
| Sacramento Kings     | 24                   | 58                   | .293                 | 30                   | 19–22                | 5–36                 | 9–21                 |                      |

## Playoffs

### Primera ronda
Dallas Mavericks vs. Houston Rockets 
| Fecha       | Partido                                   | Ciudad  |
| ----------- | ----------------------------------------- | ------- |
| 28 de abril | Dallas Mavericks 120, Houston Rockets 110 | Dallas  |
| 30 de abril | Dallas Mavericks 108, Houston Rockets 119 | Dallas  |
| 3 de mayo   | Houston Rockets 92, Dallas Mavericks 93   | Houston |
| 5 de mayo   | Houston Rockets 98, Dallas Mavericks 107  | Houston |
|             | Dallas Mavericks gana las series 3-1      |         |

### Semifinales de Conferencia
Denver Nuggets vs. Dallas Mavericks 
| Fecha      | Partido                                  | Ciudad |
| ---------- | ---------------------------------------- | ------ |
| 10 de mayo | Denver Nuggets 126, Dallas Mavericks 115 | Denver |
| 12 de mayo | Denver Nuggets 108, Dallas Mavericks 112 | Denver |
| 14 de mayo | Dallas Mavericks 105, Denver Nuggets 107 | Dallas |
| 15 de mayo | Dallas Mavericks 124, Denver Nuggets 103 | Dallas |
| 17 de mayo | Denver Nuggets 106, Dallas Mavericks 110 | Denver |
| 19 de mayo | Dallas Mavericks 108, Denver Nuggets 95  | Dallas |
|            | Dallas Mavericks gana las series 4-2     |        |

### Finales de Conferencia
Los Angeles Lakers vs. Dallas Mavericks 
| Fecha      | Partido                                      | Ciudad      |
| ---------- | -------------------------------------------- | ----------- |
| 23 de mayo | Los Angeles Lakers 113, Dallas Mavericks 98  | Los Angeles |
| 25 de mayo | Los Angeles Lakers 123, Dallas Mavericks 101 | Los Angeles |
| 27 de mayo | Dallas Mavericks 106, Los Angeles Lakers 94  | Dallas      |
| 29 de mayo | Dallas Mavericks 118, Los Angeles Lakers 104 | Dallas      |
| 31 de mayo | Los Angeles Lakers 119, Dallas Mavericks 102 | Los Angeles |
| 2 de junio | Dallas Mavericks 105, Los Angeles Lakers 103 | Dallas      |
| 4 de junio | Los Angeles Lakers 117, Dallas Mavericks 102 | Los Angeles |
|            | Los Angeles Lakers gana las series 4-3       |             |

## Estadísticas
| Rk | Jugador          | Edad | P  | PT | MP   | TC  | TCI  | %TC  | T3  | T3I | %T3  | TL  | TLI | %TL  | RO  | RD  | RT   | AS  | RB  | TAP | BP  | FP  | PTS  |
| -- | ---------------- | ---- | -- | -- | ---- | --- | ---- | ---- | --- | --- | ---- | --- | --- | ---- | --- | --- | ---- | --- | --- | --- | --- | --- | ---- |
| 1  | Derek Harper     | 26   | 82 | 82 | 37.0 | 6.5 | 14.2 | .459 | 0.7 | 2.3 | .313 | 3.2 | 4.2 | .759 | 0.9 | 2.1 | 3.0  | 7.7 | 2.0 | 0.4 | 2.3 | 2.0 | 17.0 |
| 2  | Rolando Blackman | 28   | 71 | 69 | 36.3 | 7.0 | 14.8 | .473 | 0.0 | 0.1 | .000 | 4.7 | 5.3 | .873 | 1.2 | 2.3 | 3.5  | 3.7 | 0.9 | 0.3 | 2.0 | 1.6 | 18.7 |
| 3  | Mark Aguirre     | 28   | 77 | 77 | 33.9 | 9.7 | 20.4 | .475 | 0.7 | 2.2 | .302 | 5.0 | 6.5 | .770 | 2.4 | 3.3 | 5.6  | 3.6 | 0.9 | 0.7 | 2.6 | 2.9 | 25.1 |
| 4  | Sam Perkins      | 26   | 75 | 75 | 33.3 | 5.3 | 11.7 | .450 | 0.1 | 0.4 | .167 | 3.6 | 4.4 | .822 | 2.7 | 5.3 | 8.0  | 1.6 | 1.0 | 0.7 | 1.6 | 3.0 | 14.2 |
| 5  | James Donaldson  | 30   | 81 | 81 | 31.1 | 2.6 | 4.7  | .558 | 0.0 | 0.0 |      | 1.8 | 2.3 | .778 | 3.0 | 6.3 | 9.3  | 0.8 | 0.5 | 1.3 | 1.4 | 2.2 | 7.0  |
| 6  | Roy Tarpley      | 23   | 81 | 9  | 28.5 | 5.5 | 11.0 | .500 | 0.0 | 0.1 | .000 | 2.5 | 3.4 | .740 | 4.4 | 7.4 | 11.8 | 1.1 | 1.3 | 1.1 | 2.1 | 3.9 | 13.5 |
| 7  | Brad Davis       | 32   | 75 | 12 | 19.7 | 2.8 | 5.5  | .501 | 0.4 | 1.0 | .405 | 1.2 | 1.4 | .843 | 0.2 | 1.1 | 1.4  | 4.0 | 0.7 | 0.2 | 1.2 | 2.0 | 7.2  |
| 8  | Detlef Schrempf  | 25   | 82 | 4  | 19.4 | 3.0 | 6.6  | .456 | 0.1 | 0.4 | .156 | 2.5 | 3.2 | .756 | 1.2 | 2.2 | 3.4  | 1.9 | 0.5 | 0.4 | 1.3 | 2.3 | 8.5  |
| 9  | Uwe Blab         | 25   | 73 | 1  | 9.0  | 0.8 | 1.8  | .439 | 0.0 | 0.0 |      | 0.6 | 0.9 | .708 | 0.7 | 1.1 | 1.8  | 0.5 | 0.1 | 0.4 | 0.7 | 1.5 | 2.2  |
| 10 | Steve Alford     | 23   | 28 | 0  | 7.0  | 0.8 | 2.0  | .382 | 0.0 | 0.3 | .125 | 0.6 | 0.6 | .941 | 0.1 | 0.7 | 0.8  | 0.8 | 0.6 | 0.1 | 0.4 | 0.8 | 2.1  |
| 11 | Jim Farmer       | 23   | 30 | 0  | 5.2  | 0.9 | 2.3  | .377 | 0.0 | 0.2 | .000 | 0.3 | 0.3 | .900 | 0.3 | 0.3 | 0.6  | 0.5 | 0.1 | 0.0 | 0.7 | 0.6 | 2.0  |
| 12 | Bill Wennington  | 24   | 30 | 0  | 4.2  | 0.8 | 1.6  | .510 | 0.0 | 0.1 | .500 | 0.4 | 0.6 | .632 | 0.5 | 0.8 | 1.3  | 0.1 | 0.2 | 0.3 | 0.3 | 1.1 | 2.1  |

## Galardones y récords
| Jugador         | Galardón                     |
| Roy Tarpley     | Mejor Sexto Hombre de la NBA |
| James Donaldson | All-Star                     |
| Mark Aguirre    | All-Star                     |